# Thrips mucidus
Thrips mucidus är en insektsart som beskrevs av Dudley Moulton 1936. Thrips mucidus ingår i släktet Thrips och familjen smaltripsar. Inga underarter finns listade i Catalogue of Life.